# Business Tower Nürnberg

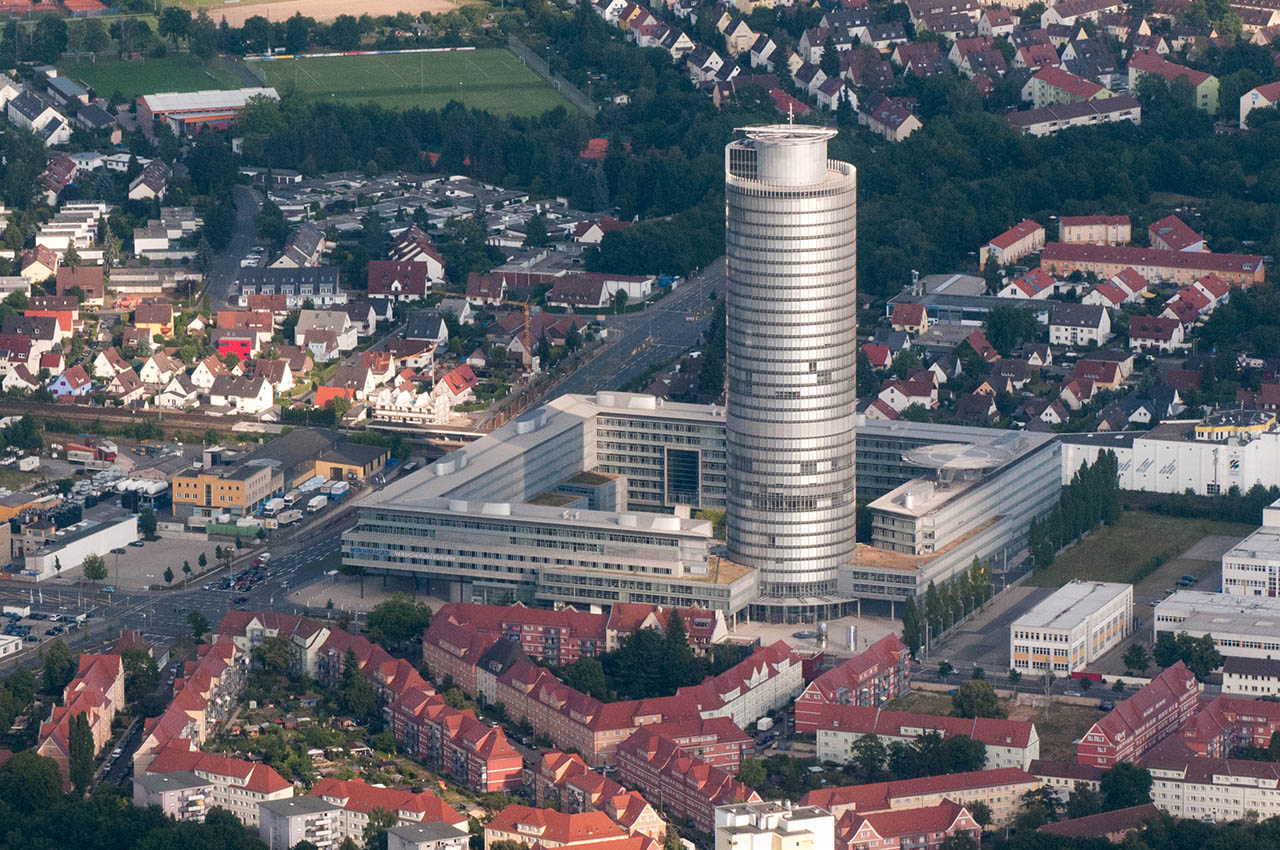
Luftaufnahme, 2014

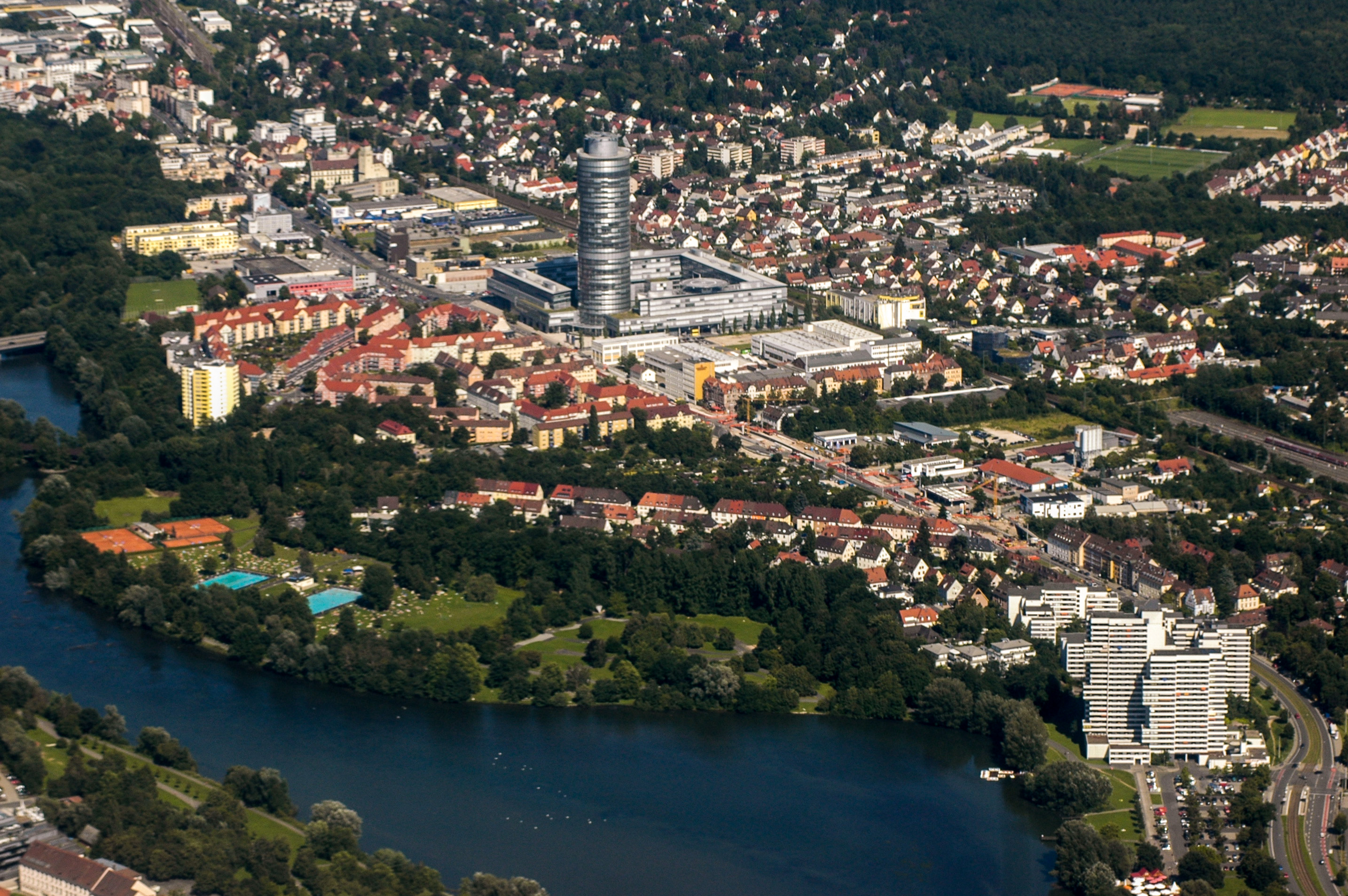
Luftaufnahme, 2009

Der Business Tower Nürnberg (BTN) ist ein Bürogebäude in Nürnberg im Besitz der Nürnberger Versicherung.
Die Büroflächen in dem Hochhaus werden von unterschiedlichen Mietern genutzt. Auch die Hauptverwaltung der Nürnberger Versicherung hat ihren Sitz dort. Im Erdgeschoss sowie im 1. Stock befinden sich ein Gastronomiebereich mit Restaurant und Barista-Bar. Nach dem Fernmeldeturm Nürnberg ist der BTN mit 34 Stockwerken das zweithöchste Gebäude in Nürnberg. Es zählt zu den höchsten Hochhäusern in Deutschland und war bis zur Fertigstellung des Hochhaus Uptown München das höchste Bürogebäude Bayerns. Der Gebäudekomplex besteht aus einer siebengeschossigen Blockrandbebauung in Form eines Vierecks, an der an einer Ecke der zylinderförmige Büroturm anschließt. Das Atrium umschließt eine großzügige Wasserfläche mit Begrünung.

## Faktensammlung

### Turm
- Höhe: 135 m (bis zum Gondelkranz)
- hauptsächliche Baustoffe: Stahlbeton, Glas
- Durchmesser: 32,5 m
- Masse: 50.000 t[4]
- Bürofläche pro Etage: 420 m²
- Büroräume pro Etage: durchschnittlich 18
- Fläche eines Büros: ab 18 m²[4]
- Aufzüge: 6, davon 2 bis ins 34. OG; ansonsten bis ins 30. OG
  - davon 4 Personenaufzüge (Tragkraft: 1.600 kg / 21 Personen)
  - und 2 Feuerwehr-/Lastenaufzüge (Tragkraft: 2.500 kg / 33 Personen)
- Aufzuggeschwindigkeit: 4,2 m/s, eine Fahrt bis zur Spitze dauert etwa 40 Sekunden
- Treppenhäuser: 2, mit je 737 Stufen
- BACnet (Building Automation and Control Networks):
  - BACnet-Hardware-Datenpunkte: 50.000
  - BACnet-Soft-und-Hardware-Datenpunkte: 520.000
  - BACnet-Datenpunkte in den Aufzügen des Büroturms: 1.000[5]
- Glas-Sandwich-Doppelfassade: 1.600 Einzelteile, je 2,30 m breit und 3,40 m hoch[4]
- Säulen im Turm: Durchmesser zwischen 90 cm (unten) und 30 cm (oben)
(Säulen verjüngen sich nach oben hin)
- Fundament: steht auf 52 Bohrpfählen[4]
  - Durchmesser: 1,30 m[4]
  - Länge: bis zu 22 m[4]
  - Bodenplatte: 1,50 m dick[4]

- Insgesamt setzte sich der Turm um etwa 20 mm.[4]

### Gesamtes Gebäude
- Arbeitsplätze: 4.000, davon 2.700 der Nürnberger Versicherung[4]
- Fläche eines Büros: ab 18 m²[4]
- Fläche des gesamten Geländes: 32.000 m²[4]
- Fläche des Innenhofs: 13.000 m²[4]
- Fläche des Sees im Innenhof: 8.000 m²[4]
- Tiefe des Sees im Innenhof: 1,5 m[4]
- Wasservolumen des Sees im Innenhof: 12.000 m³[4]
- Tiefgarage: 842 Stellplätze auf 2 Ebenen mit Ladeinfrastruktur für E-Mobilität, befindet sich unter dem künstlichen See im Innenhof[4]
- Beton: 74.000 m³[4]
- Stahl: 12.000 t[4]
- Glas: 52.000 m²[4]
- Gipskartonwände: 29.500 m²[6]
- Vorsatzschalen: 2.600 m²[6]
- Gipskartondecken: 5.100 m²[6]
- Reflexionsdecken im Eingangsbereich und Foyer: 1.875 m²[6]
- Metalldecken in Nebenräumen: 2.200 m²[6]
- Oberlichtverglasungen: 3.600 m²[6]
- Fassadenschwerter mit Schallschutz: 650[6]
- Türrahmen: 1.100[6]
- Untergrund: Sandsteinfels (bis etwa 20 m Tiefe nur Sand)[4]
- Hubschrauberlandeplatz auf dem Westflügel, optisch ähnelnd einer Untertasse.

## Bau
Für den von der Nürnberger Versicherung im Oktober 1992 ausgeschriebenen Architekturwettbewerb für ihr neues Gebäude wurden insgesamt 110 Entwürfe und Modelle eingereicht. Als Vorgabe wollte der Bauherr neben 100.000 m² und 4.500 Arbeitsplätzen noch ein Betriebskasino, eine Druckerei, Konferenz- und Tagungsräume, ein Materiallager, aber auch eine Tiefgarage mit mindestens 1.000 Stellplätzen sowie großzügige Freianlagen. Am 19. März 1993 ging der erste Preis an die Architekten Friedrich Biefang und Peter Dürschinger, von 1994 bis 1996 optimierten sie ihren Entwurf.
Am 3. Juni 1996 fand dann der symbolische erste Spatenstich auf dem bereits am 1. Juni 1992 erworbenen Gelände statt, der Grundstein wurde am 11. Dezember 1996 gelegt. Der erste Bauabschnitt der neuen Generaldirektion wurde am 8. September 1998 eingeweiht, parallel dazu hatten die Arbeiten am zweiten Bauabschnitt schon begonnen. Der Turm wuchs während der Bauphase um eine Etage pro Woche, sodass im Frühjahr 2000 die endgültige Höhe des Turms erreicht wurde. Mit dem Abschluss des zweiten Bauabschnitts war auch der 34-geschossige Business Tower fertiggestellt. Am 12. Oktober 2000 fand die feierliche Einweihung des Gesamtkomplexes statt. Zu diesem Zeitpunkt war der BTN das höchste Bürogebäude Bayerns, heute ist er das zweithöchste. Wenige Tage nach der offiziellen Einweihung lud die Nürnberger Versicherung zum 1. Tag der offenen Tür ein, zu dem rund 30.000 Besucher kamen.

## Büroturm

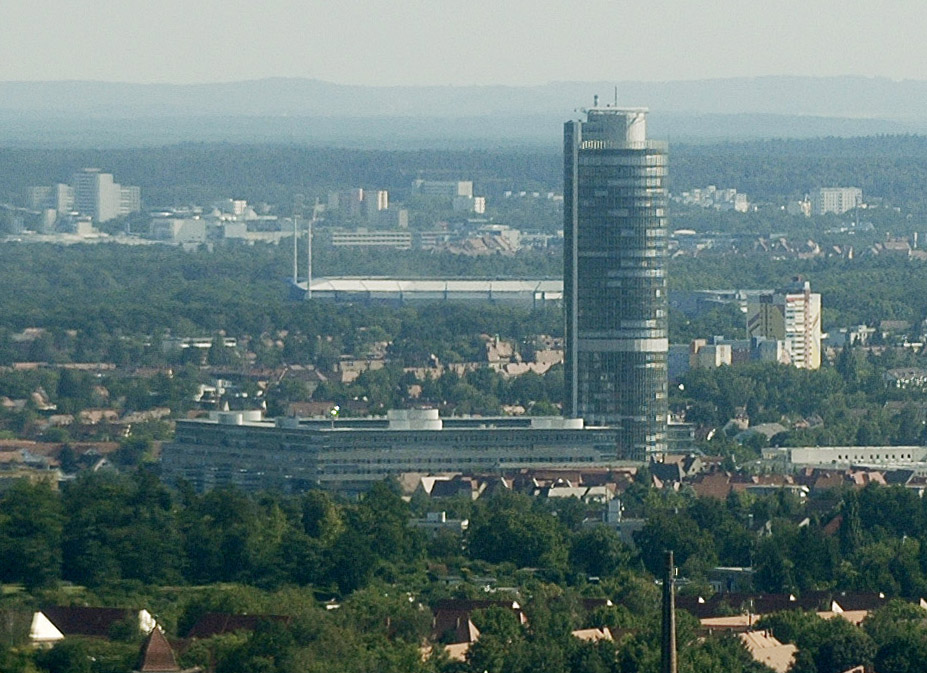
Luftaufnahme, 2009

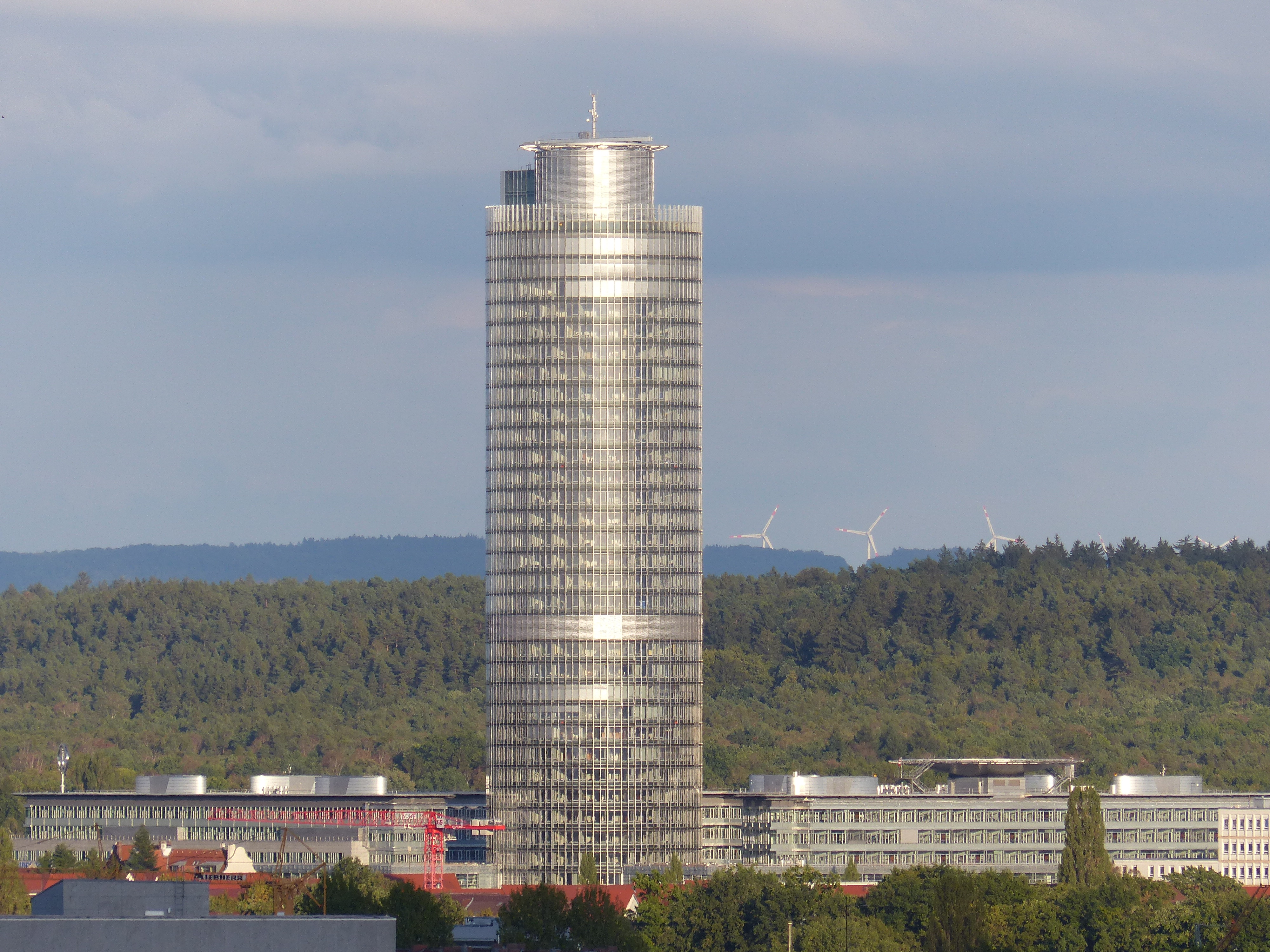
Blick von der Freiung der Nürnberger Burg zum Business Tower

### Höhe
Die Gebäudestruktur ragt bis in eine Höhe von 135 m, die dem Abschluss der Kernzone entspricht. Diese Höhe gilt als die offizielle Höhe des Gebäudes. Das Dach des letzten Stockwerks, zugleich eine Aussichtsplattform, befindet sich in einer Höhe von knapp 120 m. Umgeben wird diese Plattform von einer 2,5 m hohen Glaswand, die das obere Ende der Außenglasfassade ist.

### Nutzung
Die Blockrandbebauung wird vor allem von der Nürnberger Versicherung genutzt, die auch den Bau des Gebäudekomplexes finanzierte. Die Flächen im Büroturm sind vermietet an diverse Unternehmen u. a. aus den Branchen Versicherung, Wirtschaftsprüfungsgesellschaft, Online-Marketing, Banken- und Finanzwesen, Großhandel, Rechtsberatung, Gesundheitswesen, Gebäudeautomation, IT-Beratung und Wartung.
Die Raumflächen können flexibel als Open Space oder für eine klassische Zellenstruktur genutzt werden. Vollflächige stille Kühlung und zugfreie Lüftung sorgen für gesundes Klima in den Büros.
Die Nutzer können moderne, nach dem neuesten Stand der Technik ausgestattete Konferenzräume in verschiedenen Größen anmieten (pay per use).
In der Kernzone des Gebäudes sind Aufzüge, Kopierräume, Sanitäreinrichtungen, aber auch Technikräume, Archive und Teeküchen untergebracht. Die zwei Treppenhäuser befinden sich in einem separaten Schacht, der sich im Nordosten von der Fassade absetzt und das „Rückgrat“ des sonst zylinderförmigen Turms bildet.

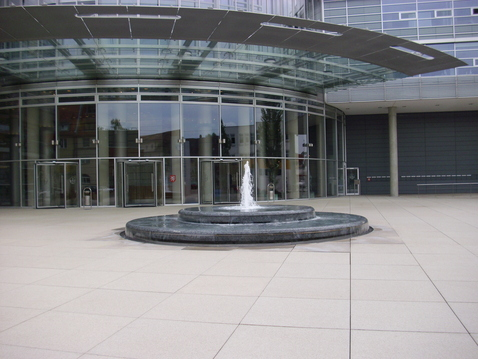
Brunnen vor dem Eingang

### Architekten
Verantwortlich für den Bau waren das Architekturbüro Spengler und die Architekten Dürschinger und Biefang aus Ammerndorf, die das gesamte Gebäude entwarfen.

### Moderne Gebäudeautomation
Der Business Tower bietet mit der Doppelfassade die Basis einer energieeffizienten natürlichen Lüftung. Lassen Außenbedingungen dies nicht zu, übernehmen zentrale Lüftungs- und Klimaanlagen die energieeffiziente Raumklimatisierung.
Die intelligente Raumsteuerung und Regelung erfasst alle wichtigen Parameter, wie Raumtemperatur, Raumfeuchte und den Belegungsstatus. Diese optimiert die erforderlichen Medien wie Kühlung und Heizung. Der Primärenergiebedarf wird durch bedarfsgeführte Anforderungen soweit möglich reduziert. Der Sonnenschutz senkt sich bei hohen Außentemperaturen automatisch ab, um eine Raumaufheizung zu vermeiden. Oder bleibt bei tiefen Außentemperaturen und Sonneneinstrahlung oben, um den Wärmeeintrag zu nutzen.
Durch modulare Raumcontroller und übergeordnete Funktionen im zentralen Leitsystem wird ein flexibles Raum- und Flächenmanagement ermöglicht. Raumbediengeräte lassen individuelle Einstellungen durch den Nutzer zu, sodass die intelligenten Automatikfunktionen zur Energieoptimierung jederzeit durch eine persönliche Einstellung des Nutzers verändert werden können. Wohlfühlklima, Nutzeranforderung und Energieeinsparung stehen im Konsens.
Alle relevanten Informationen aus den Räumen und den zentralen Lüftungs-, Kälte- und Heizungsanlagen werden in einer zentralen Datenbank in der Leittechnik gespeichert, ausgewertet und optimiert. Diese erkennen intelligent Ausfallmuster, geben Hinweise und erhöhen dadurch die Anlagenverfügbarkeit für den Nutzer.
Ein Energiemanagement-Tool in der Leittechnik erfasst sämtliche Energie- und Messwertdaten, um diese automatisiert auf Wertebereiche und Abweichungen zu überwachen. So wird verhindert, dass ein höherer Verbrauch durch Fehler oder Störungen entsteht.
Alle eingesetzten Automationssysteme berücksichtigen die aktuelle Anforderung des BSI (Bundesamt für Sicherheit in der Informationstechnik) in puncto Datenschutz, Datensicherheit und Eingriffe in sicherheitsrelevanten Daten. Dies dient auch dem Schutz der Nutzer in den Büroflächen.
Die Einzelraumregelung ermöglicht es den Nutzern, das Licht und die Jalousien, aber auch die Heizung (+3/−3 °C) individuell zu regulieren. Die Luftfeuchtigkeit wird hingegen zentral gesteuert. Raumnutzer können darüber hinaus die Fenster und -klappen der Innenglasfassade öffnen, was fast ganzjährig eine natürliche Lüftung ohne großen Wärmeverlust oder große Schallbelastung erlaubt. Der Sonnenschutzbehang hinter der Fassadenaußenschale bleibt auch an windigen Tagen im gesamten Turm vollständig wirksam. Ein Luftaustausch über die Flure ist ebenfalls möglich. Die Raumluft wird etwa zwei Mal in der Stunde ausgetauscht.

### Glas-Sandwich-Doppelfassade
Der Büroturm verfügt über eine Doppelglasfassade, die sich aus rund 1.600 Einzelteilen zusammensetzt, in deren Glas Stahlfäden eingelassen wurden. Sie wirken radarwellendämpfend, da sich der Flughafen in Sichtweite des Turms befindet. Die Glasfassade reicht bis in eine Höhe von etwa 130 m – endet also circa 2,5 m über der Aussichtsplattform.

### Besucherplattform
Auf dem Dach des Business Towers befindet sich in knapp 128 m Höhe eine Plattform. Normalerweise ist diese nicht zugänglich – auch nicht für die Angestellten, die in dem Gebäude arbeiten – jedoch ist sie zu bestimmten Anlässen der Nürnberger Versicherung für Besucher geöffnet. Die Mitte der Plattform bildet der Turmkern, auf dem eine Antenne befestigt ist.

## Wassernutzung und Energiebilanz des Gebäudekomplexes

Nürnberger See im Innenhof mit Hubschrauberlandeplatz auf dem Gebäude

Im Innenhof befindet sich der 8.000 m² große, sogenannte Nürnberger See. Das benötigte Wasser wird von den teilweise begrünten Dachflächen und unterirdischen Zisternen – Betonwasserspeicher mit einem Volumen von zusammen 1.480 m³ – bereitgestellt. Dieses Wasser wird auch für weitere Außenanlagen, Sprinkleranlagen und den Brandschutz eingesetzt, sodass der Trinkwasserverbrauch nicht allzu hoch ausfällt, die Kanaleinleitung durch Regenwasser umweltschonend durchgeführt und die städtische Kläranlage nicht überlastet wird. Aufgrund einiger, an der nahe liegenden Bahnstrecke montierten Sonnenkollektoren, die die Solarwärme für die Aufbereitung des Brauchwassers bereitstellen, ist im Sommer der Verzicht auf Fernwärme möglich. Die Bremsenergie der Aufzüge wird genutzt, wodurch bis 20 % des Stromverbrauchs der Aufzüge zurückgewonnen werden kann. Wassergekühlte Deckenplatten sorgen im Sommer für angenehme Temperaturen. Das zentrale Kühlsystem ermöglicht einen effizienten und wirtschaftlicheren Betrieb. Die Kälteanlage, bestehend aus Rückkühlwerken und Kältemaschinen, wurde sukzessive in den Jahren 2014 bis 2018 aufwendig saniert. Durch moderne Antriebstechnologien wird das Kaltwasser mit deutlich weniger Stromverbrauch hergestellt.
Beim Betrieb des Gebäudes wird größten Wert auf die Vermeidung und Reduktion von CO2-Emissionen gelegt. Um den Energiebedarf zu verringern, werden eine Vielzahl an Maßnahmen zur Steigerung der Energieeffizienz eingesetzt. U.a. wurde ein Großteil der Innen- und Außenbeleuchtung auf LED-Technik umgerüstet und die Lüftungsanlagen auf effizientere sowie stromsparende Antriebssysteme umgestellt. Das Gebäude wird zu 100 % mit Ökostrom aus erneuerbaren Energien versorgt. Der gesamte Gebäudekomplex wird emissionsfrei über Fernwärme aus einer hocheffizienten KWK-Anlage (Kraft-Wärme-Kopplung) beheizt.

## ÖPNV-Anbindung
Direkt an der Südseite des Business Towers fährt die S-Bahn Linie S2, Haltestelle Ostring. An der Nordseite (Ecke Ostend-/Cheruskerstraße) befinden sich die Straßenbahn- (Linie 5 und 11) und Bushaltestellen (Linien 65 und 43) „Business Tower“.
| Linie               | Verlauf | Takt                                       |
| ------------------- | --- | ------------------------------------------ |
| Straßenbahnlinie 5  | Tiergarten – Siedlerstraße – Balthasar-Neumann-Straße – Mögeldorf – Lechnerstraße – Business Tower – Marthastraße – Norikerstraße – Dürrenhof – Marientunnel – Hauptbahnhof – Celtisplatz – Aufseßplatz – Christuskirche – Humboldtstraße – Schuckertstraße – Siemensstraße – Lothringer Straße – Frankenstraße – Trafowerk – Am Rangierbahnhof – Finkenbrunn – Südfriedhof – Saarbrückener Straße – Worzeldorfer Straße Stand: Fahrplanwechsel Dezember 2024 | 10 min (werktags) 20 min (sonn-/feiertags) |
| Straßenbahnlinie 11 | Tiergarten – Siedlerstraße – Balthasar-Neumann-Straße – Mögeldorf – Lechnerstraße – Business Tower – Marthastraße – Norikerstraße – Dürrenhof – Marientunnel – Hauptbahnhof – Celtisplatz – Aufseßplatz – Christuskirche – Heynestraße – Brehmstraße – Alemannenstraße – Dianaplatz – Gibitzenhof Stand: Fahrplanwechsel Dezember 2024 | 10 min (werktags) 20 min (sonn-/feiertags) |

## Kritik
Aufgrund der nächtlich senkrecht nach oben gerichteten Lichtsäule steht der Business Tower als Quelle von Lichtverschmutzung in der Kritik. So sollen nur etwa 10 % des Lichtes den Bau anstrahlen, während 90 % in den Himmel streuen würden (Stand 2008). 2019 wurde die Beleuchtung des Business Towers auf LED umgerüstet und die Lichtleistung reduziert, sodass die ehemals sehr helle Lichtsäule über dem Turm nun deutlich schwächer ist und die Beobachtungen auf der Sternwarte nicht mehr stört. Außerdem wird die Beleuchtung spätestens um 23 Uhr ausgeschaltet und bei besonderen astronomischen Anlässen sogar komplett darauf verzichtet.

## Etymologie
Das Gebäude heißt Business Tower Nürnberg, da dies ein über die Grenzen hinaus verständlicher Name ist (wie oben beschrieben, sind internationale Vertretungen im BTN ansässig). Außerdem stellt er den Zweck des Gebäudes dar; der Name soll darüber hinaus Modernität signalisieren.